# Olimbiaki Akti
Olimbiaki Akti (gr. Ολυμπιακή Ακτή), znane także jako Olimpic Beach – miejscowość w Grecji, w administracji zdecentralizowanej Macedonia-Tracja, w regionie Macedonia Środkowa, w jednostce regionalnej Pieria, w gminie Katerini. W 2011 roku liczyła 320 mieszkańców. Położona jest kilka kilometrów na południe od Paralii, na wybrzeżu Morza Egejskiego i u stóp Olimpu – mitycznej siedziby greckich bogów. Wzdłuż całej miejscowości brzegiem plaży aż do miejscowości Paralia Katerinis ciągnie się promenada i ścieżka rowerowa. Jest to nowy kurort, ale dynamicznie rozwijający się. Mieszkańcy utrzymują się głównie z turystyki i gastronomii (składa się ona z hoteli, domków letniskowych, kempingów, restauracji i tawern).

## Dojazd
Do Olimbiaki Akti dotrzeć można z drogi nr E75, kierunek: Katerini lub Korinos lub z drogi z Nea Agatupoli do Olimpic Beach Katerinoskala. Jest również połączenie kolejowe z Salonik do Aten – wtedy należy wysiąść na stacji Katerini.